# Thy hand in mine
Thy hand in mine is een compositie van Frank Bridge.
Na Where she lies asleep en Love went a-riding was dit het derde gedicht van Mary Elizabeth Coleridge dat Bridge gebruikte om muziek bij te componeren. Hij voltooide het op 10 februari 1917, dus aanmerkelijk later dan de andere twee (beide uit 1914). Er bestaan minstens twee versies, een voor zangstem en piano uit 1917 en een voor zangstem en orkest uit 1923. Het gedicht kwam uit de bundel Poems, gedicht XXII.
Tekst:
Thy hand in mine, thy hand in mine,
And through the world we two will go,
With love before us for a sign,
Our faces set to every foe.
Thy hand in mine, thy hand in mine.
My heart in thine, my heart in thine,
Through life, through happy death the same.
We two will kneel before the shrine,
And keep alight the sacred flame.
My heart in thine, my heart in thine.

## Discografie
- Uitgave Chandos: BBC National Orchestra of Wales o.l.v. Richard Hickox met Philip Langridge, een opname uit 2004
- Uitgave Hyperion: Roger Vignoles (piano), Louise Winter (mezzosopraan), een opname uit januari 1997